# Christina Watches-Kuma
Christina Watches-Kuma, fue un equipo ciclista profesional danés de categoría Continental.
Era patrocinado por la diseñadora de relojes Christina Hembo, quién luego de patrocinar individualmente al ciclista danés Michael Rasmussen durante parte de 2010, decidió crear un equipo en donde este pudiera seguir compitiendo, ya que luego del escándalo por dopaje en 2007 y posterior sanción se le habían cerrado las puertas en el pelotón europeo.
El equipo contó también como segundo patrocinador hasta 2013, a Onfone, un operador de telefonía móvil de Dinamarca y en 2014 a Kuma.

## Historia del equipo

### Creación
En diciembre de 2010, se anunció que Christina Watches y Rasmussen formarían un equipo, y luego de 3 meses logró adquirir la licencia continental de otro equipo de Dinamarca, el Bianchi M1. Oficialmente fue inscrito en marzo tras ser aceptado por la Unión Ciclista Internacional.
La patrocinadora del equipo, Christina Hembo indicó que el objetivo del equipo era subir a la categoría Pro Continental entre 2013 y 2015 pero estos planes fueron modificados al conocerse la noticia de que el Giro de Italia 2012 partiría en Hering, ciudad de Dinamarca muy cerca de la sede del equipo. Esto llevó al equipo a plantearse la posibilidad de ascender de categoría ya en 2012 e intentar ser uno de los equipos invitados al Giro, para lo cual necesitaban reunir los fondos suficientes para convertirse en un equipo Pro Continental además de reforzar la plantilla de ciclistas, pero finalmente esto no ocurrió y el equipo continúa en 2012 en la misma categoría.

### 2011
Tras su buena temporada, con seis victorias hasta junio, fueron invitados a la Vuelta a Dinamarca, una de las carreras más importantes del UCI Europe Tour donde Angelo Furlan con una 5º posición en la sexta etapa fue el mejor resultado obtenido, mientras que Rasmussen fue el mejor en la general en la posición 34.ª.

### 2012
En 2012 la contratación más destacada fue la del alemán Stefan Schumacher y la temporada en cuanto a resultados fue más fructífera que la anterior. El equipo ganó en 3 carreras por etapas, 2 de ellas a través de Schumacher, la Vuelta a Serbia y el Tour de China II. El otro triunfo se lo dio Martin Pedersen en el Tour de China I.

### 2013
El año comenzó con la confesión de Rasmussen acerca de haberse dopado. En una rueda de prensa en la misma sede del equipo, el danés reconoció haber usado estimulantes durante el período 1998-2010. Rasmussen fue apartado del equipo pero contó con el apoyo del mismo en la decisión de dar luz al tema. Los directivos esperaban que una vez que culmine la sanción pudiera volver para dirigirlo.
Durante la temporada Tino Zaballa tuvo aceptables actuaciones. Logró triunfos en Argelia como el Tour de Tipaza e hizo podios en el Tour de China I, Tour de Corea y Tour de Sibiu, mientras que Schumacher también llegó al podio en el Tour de Argelia y el Tour de Estonia.

### 2014
Esa temporada llegaron al equipo dos experimentados italianos, Fortunato Baliani y Mattia Gavazzi. Pero ambos dejaron el equipo en mitad de temporada, Baliani puso fin a su carrera deportiva y Gavazzi se marchó al Amore & Vita.
El año fue bastante magro con sólo tres victorias y por segundo año consecutivo no fueron invitados a la Vuelta a Dinamarca. Esto causó un gran malestar en el equipo, que culpó a la organización de la carrera y a la Unión Ciclista Danesa de la situación. Ese fue el principal motivo por el cual decidieron no continuar en 2015.

## Material ciclista
El equipo utilizó bicicletas De Rosa en 2011 y 2012, Colnago en 2013 y Viner en 2014.

## Sede
La sede del equipo se encuentra en la ciudad de Herning.

## Clasificaciones UCI
A partir de 2005 la UCI instauró los Circuitos Continentales UCI donde el equipo está desde que se creó en 2011, registrado dentro del UCI Europe Tour. Estando en las clasificaciones del, UCI Europe Tour Ranking, UCI Asia Tour Ranking y UCI America Tour Ranking.
Las clasificaciones del equipo y de su ciclista más destacado son las siguientes:

### UCI Europe Tour
| Temporada | Clasificación por equipos | Mejor corredor     | Posición |
| 2010-2011 | 37.º                      | Grischa Janorschke | 57.º     |
| 2011-2012 | 44.º                      | Stefan Schumacher  | 33º      |
| 2012-2013 | 44.º                      | Stefan Schumacher  | 88.º     |

### UCI Asia Tour
| Temporada | Clasificación por equipos | Mejor corredor    | Posición |
| 2011-2012 | 3º                        | Stefan Schumacher | 2º       |
| 2012-2013 | 19º                       | Tino Zaballa      | 30.º     |

### UCI America Tour
| Temporada | Clasificación por equipos | Mejor corredor    | Posición |
| 2011-2012 | 24º                       | Stefan Schumacher | 59.º     |

### UCI Africa Tour
| Temporada | Clasificación por equipos | Mejor corredor | Posición |
| 2012-2013 | 4º                        | Tino Zaballa   | 13º      |

## Palmarés
Para años anteriores, véase Palmarés del Christina Watches-Kuma

### Palmarés 2014

#### Circuitos Continentales UCI
| Fechas      | Circuito                   | Carreras                                         | Ganador                |
| 10 de mayo  | UCI Europe Tour 2013-2014  | 2.ª etapa del Szlakiem Grodów Piastowskich       | Asbjørn Kragh Andersen |
| 11 de mayo  | UCI Europe Tour 2013-2014  | 3.ª etapa del Szlakiem Grodów Piastowskich (CRI) | Stefan Schumacher      |
| 13 de junio | UCI America Tour 2013-2014 | 3.ª etapa del Tour de Beauce (CRI)               | Stefan Schumacher      |

## Plantilla
Para años anteriores, véase Plantillas del Christina Watches-Kuma

### Plantilla 2014
| Nombre                 | Nacimiento | Nacionalidad | Equipo 2013                  |
| Asbjørn Kragh Andersen | 09/04/1992 | Dinamarca    | Trefor                       |
| Fortunato Baliani      | 06/07/1974 | Italia       | Team Nippo-De Rosa           |
| Jonathan Bellis        | 16/08/1988 | Reino Unido  | An Post-Sean Kelly (2012)    |
| Daniel Domínguez       | 16/06/1985 | España       | Doltcini-Flanders            |
| Sebastian Forke        | 13/03/1987 | Alemania     | NSP-Ghost                    |
| Marc Christian Garby   | 02/06/1991 | Dinamarca    | Neoprofesional               |
| Mattia Gavazzi         | 14/06/1983 | Italia       | Androni Giocattoli-Venezuela |
| Alexander Kamp         | 14/12/1993 | Dinamarca    | Team Cult Energy             |
| Jonas Poulsen          | 03/04/1995 | Dinamarca    | Neoprofesional               |
| Enrico Rossi           | 05/05/1982 | Italia       | Meridiana Kamen              |
| Stefan Schumacher      | 21/07/1981 | Alemania     | Christina Watches-Onfone     |
| Jimmi Sørensen         | 07/11/1990 | Dinamarca    | Christina Watches-Onfone     |
| Jake Tanner            | 06/11/1991 | Reino Unido  | Doltcini - Flanders          |
| Stefano Usai           | 26/10/1982 | Italia       | Meridiana-Kamen Team (2010)  |
| Emil Wang              | 27/08/1995 | Dinamarca    | Neoprofesional               |
| Tino Zaballa           | 15/05/1978 | España       | Christina Watches-Onfone     |

1. ↑  Hasta el 31 de agosto.
2. ↑  Hasta el 17 de junio.
3. ↑  Desde el 27 de julio.
4. ↑  Hasta el 20 de junio.